# Chronologie de la Première Guerre mondiale
Pour un article plus général, voir Première Guerre mondiale.

## Année 1914

### Juin
- 28 juin :
  - Assassinat à Sarajevo de l'archiduc autrichien François-Ferdinand et de son épouse par Gavrilo Princip lors d'une visite.

### Juillet
- 28 juillet : 
  - L'Autriche-Hongrie déclare la guerre à la Serbie ;  bombardement de Belgrade.
- 29 juillet : 
  - Le bureau de l'Internationale socialiste se réunit à Bruxelles pour définir sa position face à la crise.
- 30 juillet : 
  - Mobilisation générale en Russie.
  - Mobilisation générale en Autriche-Hongrie dans la nuit du 30 au 31 juillet.
- 31 juillet : 
  - Le gouvernement belge décrète la mobilisation générale.
  - Le dirigeant socialiste français Jean Jaurès, favorable à la paix, est assassiné par Raoul Villain. Les pacifistes perdent leur meilleur leader.

### Août
- Août, 
  - Pologne : 
    - Le socialiste Józef Piłsudski organise et prend la tête des légions de volontaires polonais qui combattront aux côtés des Austro-hongrois.
    - En Pologne russe, les nationaux-démocrates et leur chef Roman Dmowski, hostiles aux empires centraux, s'allient à la Russie contre la promesse de l’unité et de l’autonomie de la Pologne au sein de l’Empire russe.
- 1er août : 
  - L'Allemagne déclare la guerre à la Russie.
  - Mobilisation générale en Allemagne.
- 2 août : 
  - Mobilisation générale en France.
  - Pénétrant par les ponts de Wasserbillig et de Remich, le Luxembourg est envahi par les troupes allemandes[1].
  - Ultimatum allemand contre la Belgique, en vue d'utiliser le territoire belge pour attaquer la France.
  - Signature de l'alliance militaire secrète entre l'Allemagne et la Turquie[2].
- 3 août : 
  - L'Allemagne déclare la guerre à la France.
  - Premier bombardement aérien à Lunéville.
  - Les troupes allemandes pénètrent en Belgique par la région d'Aix-la-Chapelle. Le roi des Belges lance un appel à la France et à la Grande-Bretagne, invoquant le traité de 1831 qui garantit la Belgique contre toute invasion et/ou annexion.
  - Un bataillon allemand pénètre en France et détruit la station d'Homécourt[3]
- 4 août :  
  - En Belgique : les forts de Liège appuyés par l'armée belge combattant dans les intervalles se défendent avec acharnement.
  - Le Royaume-Uni répond favorablement à l'appel du roi Albert 1er de Belgique et déclare la guerre à l'Allemagne après la violation par les troupes allemandes de la neutralité belge prescrite par un traité que l'Allemagne vient de renier en le traitant de « chiffon de papier » .
  - La France répond favorablement à l'appel du roi des Belges, Raymond Poincaré président de la République française  appelle à l'Union sacrée devant les deux chambres parlementaires qui votent les crédits de guerre à l’unanimité.
  - Les députés allemands sociaux-démocrates, majoritaires, votent à l’unanimité les crédits de la guerre au Reichstag malgré leurs engagements contre la course aux armements.
- 5 août :
  - Début des massacres de civils belges par les troupes allemandes
- 6 août : 
  - L’Autriche-Hongrie déclare la guerre à la Russie.
  - Les troupes françaises font une offensive par le sud de l'Alsace.
- 7 août : 
  - Thann, sous domination allemande depuis 1871, est occupée et devient, jusqu'à la fin de la guerre, la capitale d'une portion de territoire alsacien redevenue française.
- 8 août :
  - Les Français poursuivent l'offensive vers Mulhouse qui est reprise par les Allemands deux jours plus tard.
  - Union sacrée en Russie : la Douma vote les crédits de guerre. Division des socialistes (ralliement à l’Union sacrée, internationalisme, défaitisme).
- 11 août : 
  - La France déclare la guerre à l’Autriche-Hongrie.
- 12 août : 
  - Mobilisation générale en Russie.
- 12 août : 
  - Victoire de l'armée belge dans une bataille de cavalerie où les Belges sont appuyés par de l'infanterie. C'est une bataille d'arrêt, la bataille de Haelen, au bord de la Gette qui permet de sauver le gros de l'armée belge en retraite vers la place forte d'Anvers où elle possède ses approvisionnements en munitions et en vivres.
- 14 août :
  - En Lorraine, début de la Bataille de Morhange.
- 15 août : 
  - Création de l’Office des matières premières de guerre en Allemagne dirigée par Walter Rathenau, président d'AEG.
- 16 août : 
  - Prise de Liège par les troupes allemandes, la ville n'étant plus défendue après la chute des forts.
- 17 août : 
  - Offensive russe en Prusse-Orientale.
  - Victoire allemande à la bataille de Stalluponen.
- 19 août : 
  - Les troupes allemandes entrent à Bruxelles.
  - En Alsace, les Français reprennent l'offensive autour de Mulhouse et se rencontrent à Dornach.
  - Échec de la percée française en Lorraine (19-20 août). Les IIIe et IVe armées se replient derrière la Meuse.
  - Woodrow Wilson, président des États-Unis d'Amérique, proclame la neutralité de son pays dans le conflit.
- 20 août : 
  - Échec allemand sur le front russe à Gumbinnen face aux troupes du général Paul von Rennenkampf.
  - Massacre d'Andenne, en Belgique, où les troupes allemandes ravagent la ville, tuant et blessant des centaines de civils.
  - Chute des forts de Namur. À la suite de quoi, l’armée belge du sud ne pouvant rejoindre le corps belge principal se replie sur la France tandis que le gros des Belges continue à reculer tout en combattant pour gagner la place forte d'Anvers.
- 21 août : 
  - La France perd la bataille des Frontières (21-23 août).
  - Lors de la contre-attaque à Morhange, la Ire armée française du général Auguste Dubail et la IIe armée française du général de Castelnau sont contraintes au repli.
  - Début de la Bataille de Charleroi.
  - Bataille des Ardennes : repli de la IVe armée française du général de Langle de Cary.
- 22 août : 
  - Massacre de Tamines, en Belgique, où les troupes allemandes ravagent la ville, tuant et blessant des centaines de civils.
  - Bataille de Rossignol : bataille de rencontre entre des unités françaises et allemandes, se concluant par une victoire allemande et par la quasi destruction d'une des divisions du corps colonial français. Elle s'inscrit dans la bataille des Frontières.
- 23 août :
  - Massacre de Dinant, en Belgique, où les troupes allemandes ravagent la ville, tuant et blessant des centaines de civils.
  - Fin de la Bataille de Charleroi : repli de la Ve armée française du général Charles Lanrezac.
  - Bataille de Mons : repli des troupes britanniques.
- 24 août : 
  - Échecs autrichiens de Conrad von Hötzendorf sur le front serbe dans les monts Cer.
  - Bataille de la trouée de Charmes
  - Bataille de Gerbéviller[4]
  - Début de la Grande Retraite
- 25 - 26 août : 
  - Première sortie de l'armée belge du camp retranché d'Anvers, retenant 150 000 soldats allemands avec une importante artillerie de siège, soulageant ainsi la pression sur l'armée française suivant le rôle assigné par le général Joffre à l'armée belge.
- 25 août : 
  - Repli des Alliés sur le Grand-Couronné au nord-est de Nancy.
  - Massacre de Louvain, en Belgique, où les troupes allemandes ravagent la ville, tuant et blessant des centaines de civils.
  - Bataille de Rozelieures.
  - Fin de la bataille de Lorraine qui se termine par un statu quo.
- 26 août : 
  - Bataille de Tannenberg : les Allemands stoppent l'offensive russe (fin le 31 août).
  - Poursuite de la retraite de l'aile gauche française.
  - Constitution de la VIe armée française du général Maunoury placée au Nord-Est de Paris, à l'extrême gauche du dispositif allié.
  - Le général Gallieni nommé gouverneur de Paris.
  - Démission du gouvernement français présidé par René Viviani qui forme un ministère de Défense Nationale. L'Union sacrée se concrétise en France par l'entrée des socialistes au gouvernement avec Delcassé aux Affaires étrangères et Millerand à la Guerre.
  - Capitulation des troupes coloniales allemandes à Kamina au Togo.
- 28 août :  
  - Début du siège de Maubeuge.
  - Saint-Quentin est envahie malgré la défense de la ville par les Pépères du 10e régiment d'infanterie territoriale qui se replient sur Jussy.
- 29 août : 
  - Bataille de Guise : La Ve armée française du général Lanrezac fait face à l'aile droite allemande et évite aux troupes britanniques d'être encerclées.
  - Les 3e et 5e brigades de cavalerie du corps expéditionnaire britannique repoussent les allemands qui cherchent à s'emparer du pont de Jussy. La voie ferrée dans Chauny est détruite et l'ensemble des ponts sont minés.
- 29 août - 2 septembre : 
  - Le gouvernement français quitte Paris menacée par l'avancée allemande et s'installe à Bordeaux laissant la capitale sous le gouvernement militaire du général Gallieni.
- 30 août : 
  - Premier bombardement de Paris par des avions Allemands dans le but de terroriser les Parisiens.
- 31 août : 
  - Les Franco-Britanniques franchissent la Marne.
  - L'aile droite allemande, Ire armée du général von Kluck et IIe armée du général Bülow, atteint Compiègne et La Fère.
  - Les Allemands sont signalés à Roye et Noyon, à proximité de Senlis.

### Septembre
- Septembre : 
  - Les sous-marins allemands (U-Boot) font de grands ravages au sein des navires de la flotte alliée.
- 1er et 2 septembre :
  - Nouveau bombardement de Paris et de sa banlieue par des avions Allemands.
- 3 septembre : 
  - Offensive russe en Galicie orientale : prise de Lvov (Galicie autrichienne).
  - Von Kluck passe la Marne à Château-Thierry avec son aile gauche.
  - Le général Lanrezac est remplacé au commandement de la Ve armée par le général Franchet d'Esperey.
- 4 septembre : 
  - L'armée allemande occupe Reims.
  - le général Gallieni réquisitionne les taxis parisiens pour le transport des troupes.
  - Le général Gallieni donne l'ordre au général Maunoury, commandant de la VIe armée de se porter le lendemain au nord de Meaux pour attaquer le flanc droit de la Ire armée du général von Kluck.
  - Convention de Londres entre les gouvernements de Grande-Bretagne, de France et de Russie.
- 5 septembre : 
  - Deuxième sortie de l'armée belge d'Anvers.
- 6 septembre : 
  - Première bataille de la Marne, menée par Maunoury, von Kluck ramène sa droite au nord de la Marne. Les Anglais et Franchet d'Esperey le suivent.
- 7 septembre : 
  - von Kluck replie son centre sur l'Ourcq. Une brèche se forme entre lui et la IIe armée de von Bülow. Von Kluck doit faire face à Maunoury sur sa droite, à Franchet d'Esperey sur sa gauche. von Bülow est attaqué au centre et sur sa droite par Franchet d'Esperey et menacé sur son aile gauche par la IXe armée de Foch.
- 8 septembre : 
  - Victoire allemande des lacs Mazuriques en Pologne sur les Russes, qui confirme la victoire allemande de Tannenberg (Stębark) (fin le 15 septembre). Les Russes se replient vers la frontière russo-allemande originelle.
  - Maubeuge est prise par les troupes allemandes.
  - Les Russes écrasent les Autrichiens à Lemberg (fin le 12 septembre).
  - Siège de Przemysl, occupation de la Galicie orientale jusqu’au San et contrôle des cols des Carpates par l'armée russe en octobre.
- 9 septembre : 
  - Le général von Moltke ordonne la retraite des armées de l'aile droite allemande et l'arrêt de l'offensive contre le Grand-Couronné où Castelnau résiste depuis le 5.
- 10 septembre au 13 septembre : 
  - Retraite générale des armées allemandes jusqu’à l’Aisne, la Vesle et la Suippe.
- 14 septembre au 24 septembre : 
  - Campagne de Nouvelle-Guinée (1914): débarquement australien.
- 16-17 septembre : 
  - Infiltration d'un commando allemand en Normandie.
- 23 septembre :
  - 74 civils sont fusillés à Gerbéviller.
- 27 septembre :
  - Nouveau bombardement de Paris et de sa banlieue par des avions Allemands.
- 28 septembre :  
  - Siège d'Anvers. Après la chute des deux ceintures fortifiées entourant la ville à distance, les troupes allemandes commencent l'attaque du noyau urbain.

### Octobre
- 1er au 9 octobre : 
  - Bataille d'Arras
- 3 octobre : 
  - Un premier contingent canadien (de 32 000 hommes) est mobilisé pour aller se battre en Europe.
- 4 octobre : 
  - Publication en Allemagne du Manifeste des 93 qui montre le soutien univoque des intellectuels allemands à la politique impériale.
- 5 octobre : 
  - Premier duel aérien de la guerre près de Reims : un biplace Aviatik allemand est abattu à la mitrailleuse par des Français à bord d'un avion Voisin.
- 8 octobre : 
  - Nouveau bombardement de Paris et de sa banlieue par des avions Allemands.
- 9 octobre : 
  - L'armée belge se retire d'Anvers. Les derniers forts de la rive gauche, protégeant la retraite vers la côte, succombent un à un.
- 11 octobre : 
  - Nouveau bombardement de Paris et de sa banlieue par des avions Allemands.
- 16 octobre : 
  - Secteur Vosges-Alsace, fin de la bataille du Linge débutée le 20 juillet.
- 19 octobre : 
  - « Course à la mer » entre les Allemands, les Belges, les Français et les Britanniques (oct.-nov.), les Allemands cherchent à atteindre Dunkerque, Boulogne-sur-Mer et Calais.
  - Bataille de l'Yser derrière les inondations tendues par les Belges (fin le 17 novembre).
- 20 octobre : 
  - Les Allemands battent en retraite devant les Russes dans la boucle de la Vistule.
- 27 octobre : 
  - Bataille d'Ypres. Vaste offensive allemande déclenchée au nord, à l’est et au sud d’Ypres en Belgique.
- 29-20 novembre : 
  - Les Turcs bombardent les côtes russes de la mer Noire.

### Novembre
- 1er novembre : 
  - Von Hindenburg devient commandant en chef des armées allemandes sur le front de l’Est.
- 2 novembre : 
  - La Serbie déclare la guerre à l'Empire ottoman qui a rejoint les Allemands et les Autrichiens.
- 3 novembre : 
  - L’amirauté britannique fait miner la mer du Nord déclarée « zone de guerre ». Le Royaume-Uni fait confiance à sa marine pour protéger le pays et établir un blocus économique. Il ne possède en effet qu’une armée de métier de 250 000 hommes dispersés à travers le monde dont 60 000 seulement sont prêts à partir pour la France.
- 5 novembre : 
  - Les Britanniques annexent Chypre, qu'ils administraient jusque-là sous souveraineté ottomane.
- 6 novembre : 
  - Blocus économique de l’Allemagne.
- 10 novembre : 
  - Les Russes doivent cesser l’offensive devant la poussée des troupes allemandes sur Lodz.
- 15 novembre : 
  - Mêlée des Flandres. Victoire des armées française, britannique et belge autour d’Ypres et de Dixmude.

### Décembre
- Décembre :  
  - 6 550 000 soldats russes sont mobilisés (15 millions en 1917).
- 6 décembre : 
  - Prise de Lodz par les Allemands. L'offensive allemande en Pologne russe est arrêtée devant Varsovie.
- 7 décembre : 
  - Victoire serbe du général Putnik : les Austro-hongrois doivent se replier vers Belgrade.
- 8 décembre : 
  - Retour du gouvernement français à Paris.
- 15 décembre : 
  - La IVe armée française lance l’offensive en Champagne.
  - Guerre des tranchées (650 km), de la mer du Nord à la Suisse.
  - Le roi de Serbie rentre à Belgrade.
- 25 décembre : 
  - Des militaires allemands, britanniques et français sympathisent dans les tranchées lors de la Trêve de Noël.

## Année 1915

### Janvier
- 19 janvier : 
  - Premier bombardement aérien de civils par un Zeppelin au Royaume-Uni.
- 21 janvier :
  - Offensive russe dans les Carpates.
- 24 janvier : 
  - Victoire de la flotte britannique près du Dogger Bank sur l’escadre allemande.

### Février
- Février : 
  - Les premiers avions armés d’une mitrailleuse, les Vickers F.B.5 équipent une escadrille de chasse britannique du Royal Flying Corps.
- 4 février : 
  - Le gouvernement allemand proclame « zone de guerre » les eaux territoriales britanniques : début de la guerre sous-marine.
- 7 février : 
  - Offensive allemande au sud-est des lacs Mazures, dirigée par Hindenburg. Encerclés, les Russes se replient sur le Niémen le 22 février.
- 16 février : 
  - Deuxième offensive alliée en Champagne pour empêcher tout transfert de troupes allemandes en Russie.
- Du 17 au 21 février : 
  - Violents combats aux Éparges.
- 19 février : 
  - Expédition des Dardanelles (fin en février 1916).
- 20 février : 
  - Bombardement de Reims.
- 26 février : 
  - Échec de l’offensive allemande aux lacs Mazures : les Russes font 10 000 prisonniers au nord de Varsovie.

### Mars
- 1er mars : 
  - Les Alliés étendent le blocus à la totalité des marchandises allemandes.
- 9 mars : 
  - Le gouvernement italien présente aux gouvernements de l’entente un mémorandum contenant les prétentions de l’Italie en échange de son intervention dans le conflit (Trentin, Tyrol du Sud, Trieste, l’Istrie et une partie de la Dalmatie).
- 11 mars et 10 avril : 
  - Accord des gouvernements britannique et français sur le principe d’une annexion de Constantinople par la Russie.
- 16 mars : 
  - Fin de la bataille de Champagne. Échec de la tentative de percée française en Champagne (février-mars).
- 18 mars-9 janvier 1916 : 
  - Bataille des Dardanelles
- 21 mars : 
  - Premier bombardement de Paris par un Zeppelin Allemand[5].
- 22 mars : 
  - Capitulation de la place autrichienne de Przemysl devant les Russes.

### Avril
- 5 au 12 avril : 
  - Combats aux Eparges. Les opérations commencent le 5 avril et durent 4 jours, quatre jours de lutte et de souffrance. Elles n’ont pas d'équivalent parmi toutes les attaques menées depuis le début de la guerre. L'objectif assigné est le fameux point X qui était considéré comme la clef de la position.
- 22 avril : 
  - Première utilisation de gaz asphyxiants à Steenstrate et à Ypres par les Allemands.
- 24 avril : 
  - Arrestation et déportation de plus de 600 intellectuels arméniens de Constantinople par les Jeunes-Turcs. Date considérée symboliquement comme marquant le début du génocide des Arméniens.
- 25 avril : 
  - Débarquement d'un corps expéditionnaire allié aux Dardanelles. Échec de l’expédition de Gallipoli, qui coûte la vie à plus 200 000 soldats britanniques sur 400 000 engagés, provenant pour la plupart du Commonwealth (fin en juillet).
    - Débarquement au cap Helles
    - Débarquement de la baie ANZAC
- 26 avril : 
  - Traité secret de Londres entre l’Entente et l’Italie qui s’engage à entrer en guerre contre les empires centraux dans un délai d’un mois. Les Alliés acceptent les revendications du 9 mars.

### Mai
- 2 mai : 
  - Offensive austro-allemande en Galicie pour atténuer la pression russe sur l'Autriche-Hongrie.
- 3 mai : 
  - L’Italie dénonce le traité de la Triple-Alliance, qui la liait aux empires centraux.
- 6 mai : 
  - Les Russes battent en retraite sur un front de 160 km.
- 7 mai : 
  - Torpillage du paquebot britannique Lusitania au sud des côtes irlandaises par un sous-marin allemand. 1 198 personnes sont noyées, dont 124 Américains. Le navire aurait transporté des munitions.
- 9 mai : 
  - Offensive française en Artois. Échec (25 juin).
- 13 mai :
  - Italie : à la suite d’une ultime tentative de Giovanni Giolitti visant à empêcher la guerre, Antonio Salandra démissionne, laissant au roi la décision de la guerre. Le roi le rappelle.
- 14 mai : 
  - À Rome, Gabriele D'Annunzio lance un appel nationaliste qui s’inscrit dans un vaste mouvement favorable à l’entrée en guerre de l’Italie. Mussolini, favorable à l’entrée en guerre de l’Italie, est chassé du PSI et fonde le Faisceau autonome d’action révolutionnaire.
- 15 mai : 
  - Les Russes sont battus dans les Carpates par la XIe armée du maréchal August von Mackensen.
- 23 mai : 
  - L’Italie déclare la guerre à l’Autriche-Hongrie.
- 24 mai : 
  - L’Italie entre en guerre.
- En mai : 
  - Offensives allemandes contre la Russie (mai-oct.).

### Juin
- 3 juin : 
  - Rupture du front russe sur Gorlice en Galicie. Les Russes évacuent Przemysl.
- 5 juin :
  - Début de l'opération Gneisenau, troisième phase l'offensive du Printemps[6].
- 6-16 juin :
  - Bataille de Quennevières entre Tracy-le-Mont et Nampcel dans le département de l'Oise.
- 9 juin : 
  - En Allemagne, 750 sociaux-démocrates conduits par Karl Liebknecht protestent contre la politique du gouvernement.
- 10 juin : 
  - Offensive italienne sur l’Isonzo contre les lignes autrichiennes. Douze batailles sur l’Isonzo de juin 1915 à octobre 1917 coûtent d’énormes pertes en hommes et en matériel.
- 11 juin : 
  - Les troupes serbes envahissent l’Albanie et occupent Tirana.
  - Les troupes britanniques occupent le Cameroun allemand
- 17 juin : 
  - Compte-tenu du nombre très important de blessures à la tête, il est décidé d'équiper les soldats Français d'un casque, le casque Adrian.
- 22 juin :
  - Prise de Lemberg par les Allemands sur les Russes, qui battent en retraite.

### Juillet
- 7 juillet : 
  - Première conférence interalliée à Chantilly où sont examinées les offensives sur le front de l’Ouest, le front italien et en Serbie.
- 13 juillet : 
  - Offensive allemande sur le Niémen et la Narew dans le but d’encercler les Russes stationnés dans la boucle de la Vistule.
- 18 juillet : 
  - Premières permissions de six jours accordées par roulement à tous les combattants français.
  - Échec italien de la deuxième offensive sur l’Isonzo.
- 20 juillet : Secteur Vosges-Alsace, Bataille du Linge (fin 16 octobre)

### Août
- 1er août :
  - Appel du Pape Benoît XV aux belligérants en faveur de la Paix.
- 5 août : 
  - Les troupes allemandes prennent Varsovie, Lublin et Chełm.
- 21 août : 
  - L’Italie déclare la guerre à l’Empire ottoman.
- 23 août : 
  - Les Allemands prennent Brest-Litovsk, les Russes abandonnent la ligne du Boug et sont rejetés sur la rive droite de la Vistule. La Pologne est aux mains des empires centraux.

### Septembre
- 6 septembre : 
  - Traité secret entre la Bulgarie et les empires centraux, selon lequel la Bulgarie obtiendrait la Macédoine et un débouché sur l’Adriatique si elle déclare la guerre à la Serbie et à l’Entente.
- 15 septembre : 
  - Création du Dernier Bateau, journal de tranchées français.
- 25 septembre : 
  - Échec d'une tentative franco-britannique de percée en Champagne et en Artois (fin le 11 octobre).
  - Seconde bataille de Champagne
- 26 septembre : 
  - Bataille de la Main de Massiges.

### Octobre
- Octobre : 
  - Après la perte de Wilno en septembre par les Russes, le front Est se stabilise sur une ligne Rīga-Pinsk-Tarnopol.
- 5 octobre : 
  - Entrée en guerre de la Bulgarie contre la Serbie. Arrivée des premières troupes de l'A.O.
- 6 octobre : 
  - Invasion de la Serbie par la Bulgarie.
- 18 octobre :
  - Troisième bataille de l'Isonzo
- 19 octobre :  
  - L’Italie déclare la guerre à la Bulgarie.
- 28 octobre : 
  - Le président du Conseil roumain Ion Brătianu refuse le libre passage sur le territoire roumain de l’armée russe qui viendrait renforcer les Serbes.

### Novembre
- Novembre :
  - Offensive autrichienne en Bucovine.
  - Occupation de la Serbie et du Monténégro.
- 10 novembre : 
  - Quatrième offensive italienne sur l’Isonzo que les troupes ne parviennent toujours pas à franchir.
- 23 novembre : 
  - Battue sur tous les fronts, débordée, l’armée serbe bat en retraite vers l’Albanie, d’où elle est évacuée vers Corfou.

### Décembre
- Décembre :
  - Effort de guerre considérable, animé en Allemagne par Rathenau, en Grande-Bretagne par Lloyd George et en France par Albert Thomas et Louis Loucheur.
  - Apparition des tanks à chenilles sur les champs de bataille.
- 2 décembre : 
  - Les troupes alliées de Salonique reçoivent l’ordre de se replier au-delà du Vardar.
- 4 décembre : 
  - À Calais, les états-majors de France et de Grande-Bretagne examinent la question de Salonique, hésitant entre l'évacuation et le maintien des troupes.

## Année 1916

### Janvier
- 9 janvier : 
  - Offensive allemande en Champagne.
- 11 janvier : 
  - Les Austro-hongrois occupent le Monténégro.
- 16 janvier : 
  - Occupation française de Corfou. Les troupes serbes débarquent dans l’île.
- 29 janvier : 
  - Nouveau bombardement de Paris et de la banlieue par un Zeppelin Allemand[5].

### Février
- Février : 
  - Le Royaume-Uni demande au Portugal d’arraisonner et de réquisitionner les navires de commerce allemands présents dans ses ports.
- 8 février : 
  - Le gouvernement allemand fixe au 1er mars le début de la guerre sous-marine sans restriction : les navires marchands pourvus de canons seront torpillés.
- 13 février : 
  - Dans l'Est africain sous domination allemande, les troupes britanniques venant de Rhodésie lancent une attaque dans le but de s'emparer du chemin de fer qui relie Kigoma, sur le lac Tanganyika, à l'océan Indien. Les troupes du Congo belge sont chargées de diviser les forces allemandes en attaquant celles-ci à l'ouest.
- 13 février : 
  - La 1re brigade russe constituée (2 régiments), quitte Moscou par le transsibérien et arrive en Mandchourie à Dairen le 28 février, d'où elle embarque pour la France sur des navires français.
- 21 février : 
  - Début de la bataille de Verdun (fin le 11 décembre à 11 heures du matin).
- 25 février : 
  - Verdun : après avoir pris Beaumont et le fort de Douaumont, les Allemands suspendent l’offensive devant le village de Douaumont qu’ils n’ont pas réussi à occuper.
- 29 février : 
  - Le croiseur britannique Alcantara, un paquebot transformé en croiseur, et le navire allemand Grief se coulent mutuellement après un combat épique dans la Manche.

### Mars
- 9 mars : 

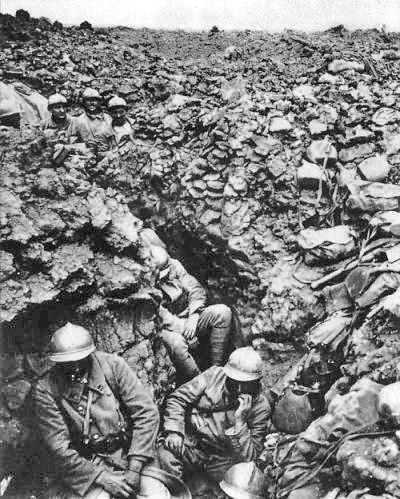
Soldats français du d'infanterie sur la cote 34 à Verdun

  - L’acte de réquisition provoque la déclaration de guerre de l’Allemagne au Portugal. Un gouvernement d'union sacrée est organisé au Portugal avec mission de préparer un corps expéditionnaire et de renforcer les troupes qui combattent en Afrique.
  - Verdun : prise du village de Douaumont : les Allemands se heurtent à la résistance du fort de Vaux.
- 16 mars : 
  - Le ministre français de la guerre Gallieni démissionne pour raisons de santé.
- 18 mars : 
  - Victoire des Russes sur les Allemands en Lettonie, au sud de Dwinsk.
- 24 mars : 
  - Un sous-marin allemand torpille dans la Manche sans sommation le paquebot britannique Sussex.

### Avril
- Création de L’Ancre rouge, un journal de tranchées français édité sur le front.
- 9 avril : 
  - Échec de l’offensive générale allemande sur le front de Verdun
- 11 avril :
  - Arrivée à Marseille, où elle reçoit un accueil triomphal, de la 1re brigade russe (2 régiments) partie de Moscou par le transsibérien le 13 février, via la Mandchourie, où elle a embarqué sur des navires français.
- 27 avril : 
  - Une loi créant un diplôme de « mort pour la France » délivré à chaque homme tué au combat, pour rappeler que leur sacrifice n'a pas été vain.

### Mai
- 1er mai : 
  - Pétain, nommé commandant des armées du Centre, laisse la direction de la bataille de Verdun à Nivelle.
- 15 mai : 
  - L’armée austro-hongroise perce les premières lignes de défense italiennes dans le Trentin.
- 24 mai : 
  - Entrée dans  Kigali, au  Ruanda, des troupes du  Congo belge  qui ont contourné les troupes coloniales allemandes pour les attaquer de flanc.
- 31 mai : 
  - Bataille navale indécise entre les flottes allemande et britannique au Jutland, en mer du Nord.

### Juin
- 3 juin : 
  - Les Alliés proclament l’état de siège à Salonique à la suite de la prise du fort de Rupel par les troupes germano-bulgares.
- 4 juin : 
  - Offensive russe du général Broussilov contre les forces allemandes de Mackensen (fin en août).
- 7 juin :
  - Offensive allemande à Verdun. Chute du fort de Vaux puis de Thiaumont, Fleury-devant-Douaumont.
- 21 juin :
  - Verdun : les Allemands atteignent les abords de Froideterre.
- 22 juin : 
  - Le Premier ministre grec Zaïmis ordonne la démobilisation de l’armée à la suite de dissensions avec les Alliés.

Un soldat britannique à Ovillers-la-Boisselle, juillet 1916

### Juillet
- 1er juillet : 
  - Début de la bataille de la Somme, offensive alliée vers Bapaume et Péronne (fin en octobre). Plus de 600 000 victimes dans les deux camps. Les forces britanniques (volontaires) s’engagent dans la bataille de la Somme.
- 4 juillet : 
  - Le Premier ministre roumain Ion Bratianu rappelle aux Alliés que son pays interviendra à leurs côtés s’ils ne se retirent pas des Dardanelles et s’ils déclenchent une offensive contre les Bulgares à partir de Salonique.
- 14 juillet : 
  - Première publication du journal des tranchées Le Bochofage.
- 27 juillet : 
  - Au cours de la bataille de la Somme, les Britanniques prennent Contalmaison, progressent rapidement vers Péronne et s’emparent de Longueval.

### Août
- 4 août : 
  - Offensive serbe dans la région du lac Prespa en Macédoine.
- 8 août :
  - En Italie, prise de Gorizia par la 3e Armée italienne sous les ordres du duc d'Aoste après la sixième bataille de l'Isonzo.
- 17 août : 
  - Traité d’alliance entre l’Entente et la Roumanie signé à Bucarest : en échange de son entrée en guerre contre l’Autriche, la Roumanie libère la Bucovine, la Transylvanie et le Banat.
- 23 août : 
  - Sur le front des Balkans, l'armée bulgare bouscule les troupes serbes à l'ouest du dispositif allié de Grèce.
- 24 août :
  - Bataille de la Somme : les Français prennent Maurepas.
- 27 août :
  - Sollicitée par les Alliés et pour renforcer sa position lors des négociations qui doivent décider du partage de l’Empire ottoman, l’Italie déclare la guerre à l’Allemagne.
  - La Roumanie déclare la guerre à l’Autriche-Hongrie. Après une offensive en Transylvanie, rapidement enrayée, le pays se trouve isolé par 600 000 Austro-allemands appuyés par les Turcs et les Bulgares. Bucarest tombe en automne et la Roumanie conclut un armistice. L’invasion du pays par les Allemands met en difficulté le front russe méridional.
- 28 août :
  - L’Allemagne, puis la Turquie, déclarent la guerre à la Roumanie.
  - Les troupes roumaines du général Averescu entrent en Transylvanie et libèrent la ville de Brașov (Kronstadt).
  - En Allemagne, Von Falkenhayn est remplacé par le maréchal Paul von Hindenburg à la tête de la Direction suprême de l'armée allemande.

### Septembre
- 1er septembre : 
  - La Bulgarie déclare la guerre à la Roumanie.
- 13 septembre :
  - Le général Joffre, qui a toujours un œil sur Verdun demande à Pétain et à Nivelle, de préparer sur la rive droite la reprise des forts de Vaux et de Douaumont.
- 14 septembre :
  - Offensive italienne dans le Carso oriental.
  - Les troupes bulgaro-allemandes d'August von Mackensen lancent une offensive à l’est de Silistra contre la Roumanie
- 15 septembre : 
  - Première utilisation des chars (tanks) par l'armée britannique.
- 18 septembre :
  - Broussilov interrompt l'offensive russe face aux Allemands.
  - Les Grecs se rendent sans résistance aux Bulgares à Kavala (Grèce).

- 19 septembre :

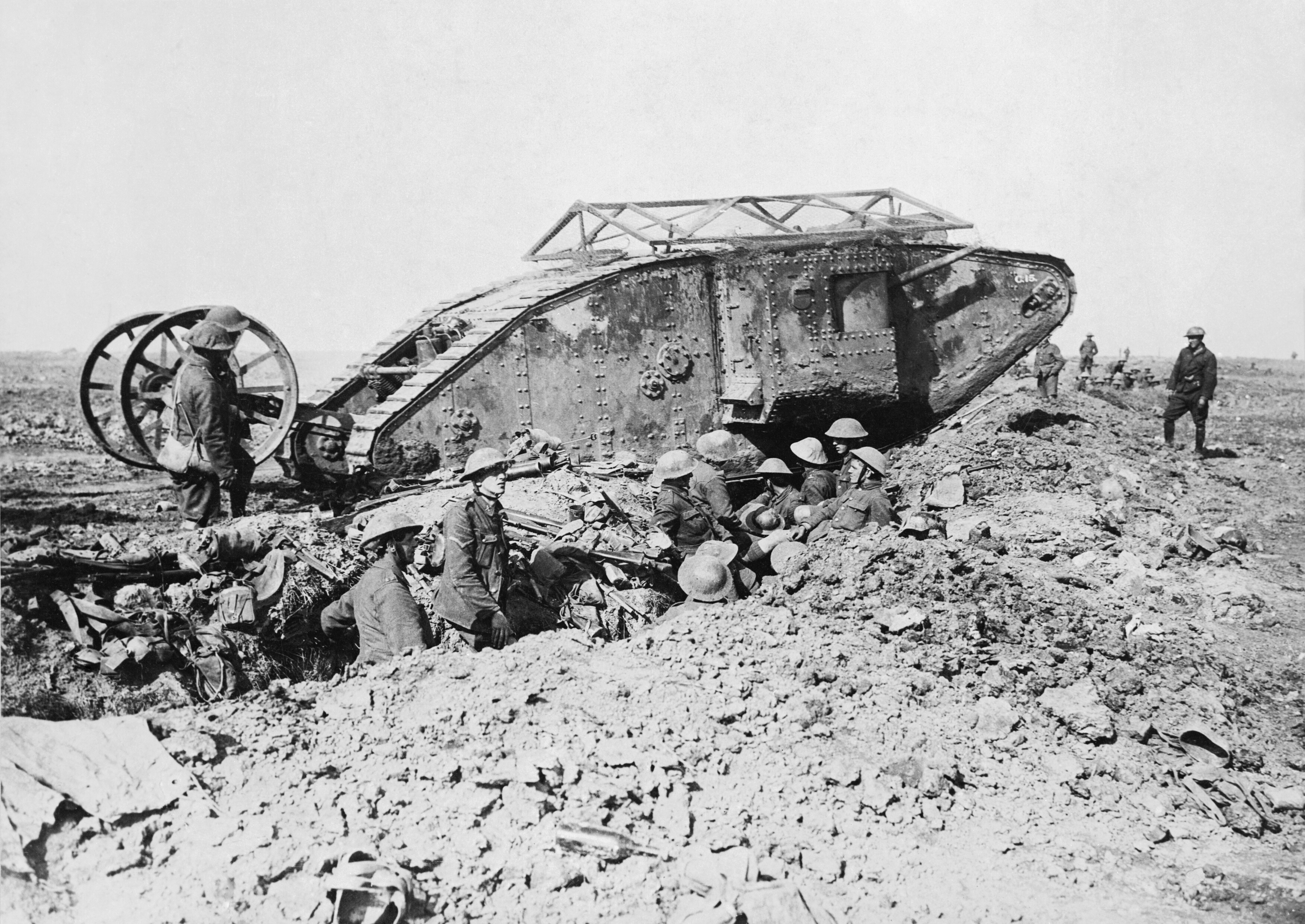
Mark I, dans la Somme, 25 septembre 1916

  - Victoire belge à Tabora sur les troupes allemandes de l'Est africain allemand.
- 25 septembre:
  - Somme : Français et Britanniques prennent Combles, à 12 km de Péronne.

### Octobre
- 3 octobre : 
  - Les troupes serbes lancent une offensive sur Monastir, en Macédoine.
- 7 octobre : 
  - Les Allemands forcent les Roumains à évacuer la Transylvanie.
- 9 octobre : 
  - Elefthérios Venizélos constitue à Salonique un gouvernement provisoire favorable aux Alliés.
- 23 octobre : 
  - Le roi Constantin Ier de Grèce propose un désarmement complet des forces grecques à condition que l’armée d'Eleftherios Venizelos ne soit utilisée que contre les Bulgares.
- 24 octobre :
  - Les troupes françaises du groupement Mangin reprennent, en quatre heures, le fort de Douaumont et réoccupent jusqu’à Vaux tout le territoire conquis depuis huit mois par les Allemands.

### Novembre
- 2 novembre :
  - Prise du fort de Vaux par les troupes françaises.
- 11 novembre : 
  - Le gouvernement grec d'Elefthérios Venizélos déclare la guerre à la Bulgarie.
- 15 et 16 novembre : 
  - Réunion à Chantilly (Oise), à l'initiative du général Joffre, d'une nouvelle conférence militaire interalliée pour arrêter le plan des opérations de 1917.
- 18 novembre : 
  - fin de la bataille de la Somme
- 19 novembre : 
  - Prise de Monastir en Macédoine par Sarrail et les forces alliées (franco-anglo-russo-italiano-serbes).
- 25 novembre : 
  - Le gouvernement provisoire grec déclare la guerre à l'Allemagne et à la Bulgarie.

### Décembre
- 2 décembre : 
  - L’Armée d’Orient du général Sarrail occupe Athènes après de sévères affrontements avec les Grecs
  - L’armée allemande de Falkenhayn traverse la Valachie, fait la jonction avec les Germano-bulgares de Mackensen venus de Dobrogea, et entre à Bucarest le 6 décembre, évacuée la veille par le gouvernement Bratianu qui se retire en Moldavie.
- 12 décembre : 
  - Fin de la bataille de Verdun. Les Allemands sont repoussés par les troupes françaises. Plus de 300 000 soldats alliés et allemands meurent dans la bataille.
- 25 décembre : 
  - Le général Joseph Joffre est nommé maréchal de France, et remplacé par le général Nivelle à la tête des armées.

## Année 1917

### Janvier
- Janvier : 
  - Les armées austro-allemandes et bulgares contrôlent la majeure partie de la Roumanie. Leur avance est stoppée sur le Siret en Moldavie (Roumanie).
- 6 et 7 janvier : 
  - Conférence de Rome (1917).
- 22 janvier : 
  - Le président des États-Unis, Woodrow Wilson, plaide pour une paix sans vainqueurs.
- 31 janvier : 
  - Début de la guerre sous-marine totale.

### Février
- 3 février : 
  - Rupture des relations diplomatiques entre les États-Unis et l'Allemagne, après l'annonce par celle-ci d'un élargissement de la guerre sous-marine et l'interception d'un message allemand (le télégramme Zimmermann) incitant le Mexique à entrer en guerre contre les États-Unis.
- 24 février : 
  - Victoire alliée sur l’Ancre (Somme) : les Allemands battent en retraite devant les Britanniques.

### Avril
- 2 avril : 
  - Entrée en guerre des États-Unis aux côtés des Alliés.
- 9 avril 
  - Les Britanniques lancent l’offensive en Artois, entre Arras et Lens.
  - Lénine et ses camarades quittent la Suisse et partent pour la Russie révolutionnaire.
  - Début  de la bataille de la crête de Vimy.
- 16 avril : 
  - Début de l'offensive Nivelle du Chemin des Dames. L'offensive qui se révèle très meurtrière entraîne des mutineries au sein de l'armée française. Combats du plateau de Craonne : les Ve (Mazel) et VIe (Mangin) armées françaises lancent l’offensive sur l’Aisne.
- 17 avril :
  - Entrée en action des blindés français, les chars d’assaut Schneider CA1 et Saint-Chamond sur le front entre Berry-au-Bac et le nord de Reims.

### Mai
- 4 mai : 
  - échec de l'offensive Nivelle au Chemin des Dames.
- 15 mai : 
  - Philippe Pétain remplace Nivelle comme commandant en chef des armées françaises après sa démission. Foch est nommé chef d’état-major.
- 20 mai : 
  - mutineries dans l'armée française : 68 des 112 divisions sont touchées ; 629 soldats sont jugés et condamnés et 50 d’entre eux sont exécutés entre avril et juin.

### Juin
- 4 juin : 
  - Les forces italiennes du général Luigi Cadorna battent en retraite sur le front du Carso.
- 12 juin: 
  - Les troupes belges d'Afrique, appuyées par un embryon d'aviation et dotées de navires, attaquent Kigoma  sur la rive est du  lac Tanganyika, en chassent les Allemands et pénètrent en  Afrique orientale allemande dans le but de faire leur jonction avec les Britanniques.
- 29 juin : 
  - La Grèce entre dans la guerre au côté des Alliés.
- 30 juin : 
  - Débarquement à Saint-Nazaire des premières troupes américaines.

### Juillet
- 6 juillet : victoire des Arabes à Aqaba : Menés par Thomas Edward Lawrence, les Arabes s’emparent d’Aquaba, ville portuaire stratégique de la mer Rouge. L’officier britannique, connu désormais sous le nom de Lawrence d’Arabie, organise la révolte arabe contre l’empire Ottoman depuis le début de la guerre. Cette victoire s’inscrit dans une lutte efficace des Arabes qui aboutira en octobre 1918 à la prise de Damas.
- 19 juillet : 
  - Motion de paix au Reichstag allemand sur initiative de Matthias Erzberger.
  - L’armée allemande oblige les Russes à évacuer la Galicie.
- 22 juillet : 
  - Entrée en guerre du Siam, qui déclare la guerre à l'Allemagne et à l'Autriche-Hongrie.
- 31 juillet : 
  - Offensive britannique dans les Flandres dirigée par le général Douglas Haig.

### Août
- Août : 
  - Négociation Armand-Revertera, sur l’initiative de la France, en Suisse, avec l’Autriche (fin en février 1918).
- 1er août : 
  - Appel du pape Benoît XV à une « paix blanche ».
- 6 août : 
  - En Roumanie a commencé la bataille de Mărășești, qui se déroula jusqu'au 19 août.
- 16 août : 
  - Succès de l’offensive franco-britannique dans les Flandres au nord d’Ypres.
- 19 août :
  - Succès de l’offensive italienne des troupes du général Capello et du duc d’Aoste sur le plateau de Bainsizza. Les combats font 200 000 morts en deux mois durant l’été. Les mutineries et les désertions se multiplient tandis que l’arrière pays se révolte.

### Septembre
- 3 septembre : 
  - Les troupes allemandes prennent Rīga.
- 11 septembre : 
  - Disparition en vol de Georges Guynemer.
- 17 septembre : 
  - Mutinerie des soldats russes à La Courtine.
- 20 septembre : 
  - Deuxième bataille des Flandres : les troupes de Haig s’emparent du bois d’Inverness et lancent l’offensive entre Ypres et Menin.

### Octobre
- 15 octobre : 
  - La néerlandaise Mata Hari, condamnée à mort pour espionnage en faveur de l’Allemagne, est fusillée au fort de Vincennes.
- 24 octobre : 
  - Pétain lance une offensive contre le fort de la Malmaison, au nord de Soissons qui permet la reconquête du secteur nord-ouest du Chemin des Dames.
- 24 octobre - 9 novembre : 
  - Offensive autrichienne surprise victorieuse en Italie. L’armée impériale franchit le Tagliamento, atteint la Piave et fait 300 000 prisonniers. Défaite italienne de Caporetto dans la vallée de l’Isonzo par les Autrichiens. Le front est enfoncé sur cinquante kilomètres et les pertes sont considérables. Luigi Cadorna est remplacé au haut commandement par le général Diaz. L’armée tient le Piave, aidée par des divisions franco-britanniques.

### Novembre
- 7 novembre : 
  - Réunis à Rapallo, les Alliés décident de créer un Conseil supérieur de guerre interallié.
- 8 novembre : 
  - Lors d’une réunion interalliée à Peschiera, Victor-Emmanuel III d'Italie s’oppose au retrait des forces italiennes sur une ligne nouvelle. Un grand effort s’engage pour réorganiser l’armée et mobiliser la nation.
- 10 novembre : 
  - Victoire des Canadiens à la bataille de Passchendaele, connue aussi sous le nom de troisième bataille d'Ypres, sous le commandement d'Arthur Currie avec l'aide de la Deuxième Armée britannique.
- 20 novembre : 
  - Début de la bataille de Cambrai. Les Britanniques utilisent les tanks et traversent les défenses de la ligne Hindenburg. Un des épisodes est Bourlon Wood, bataille pour la prise du village de Bourlon et de son bois.
- 26 novembre :
  - À la suite de la révolution bolchevique, la Russie signe un cessez-le-feu séparé avec l’Allemagne.
- 9 décembre : 
  - Armistice de Focşani entre l’Allemagne et la Roumanie.

### Décembre
- Décembre :
  - L'adoption d'un système de convois réduit les pertes navales des Alliés causées par les sous-marins allemands.
- 15 décembre : 
  - Les Allemands et les Bolcheviks signent un armistice à Brest-Litovsk.

## Année 1918

### Janvier
- 8 janvier : 
  - Le président Wilson annonce son programme de paix en « quatorze points » : souveraineté de la Russie, libération de la France, développement autonome des peuples de l’Autriche-Hongrie, création d’une Société des Nations. Il vise à transposer la démocratie libérale à l’échelle internationale et à asseoir l’expansion commerciale sur un ordre international mutuellement consenti.
  - Redressement de l’armée italienne au début de l’année.
- Nuit du 30 au 31 janvier :
  - 16 appareils bimoteurs Gothas, divisés en 4 escadrilles lancent sur Paris et sa banlieue 14 tonnes de bombes, soit 139 impacts de bombes faisant 45 morts, 207 blessés[5]

### Février
- Février : 
  - Échec de la négociation Armand-Revertera.
- 9 février : 
  - Paix séparée entre l’Allemagne et le gouvernement ukrainien à Kiev.

### Mars
- Mars-juillet : 
  - Grande bataille de France.
- 3 mars : 
  - Paix séparée entre Lénine et les empires centraux signée à Brest-Litovsk. La Russie abandonne la Pologne russe, la Lituanie, la Courlande. Elle s’engage à évacuer la Livonie, l’Estonie, à reconnaître l’indépendance de la Finlande et de l’Ukraine.
- 18 mars : 
  - La Roumanie signe un traité de paix préliminaire avec les puissances centrales à Buftea.
- 21 mars : 
  - Début de l'offensive du Printemps, mettant en œuvre les opérations Michael, Georgette, Gneisenau et Blücher-Yorck, initiée par Luddendorff et Hindenburg)[6].
Début de l'opération Michael, principale et plus importante opération de l'offensive du Printemps, dont le but était de percer les lignes alliées, déborder les forces britanniques de la Somme à la Mer du Nord et bloquer ainsi le trafic maritime entre la France et l'Angleterre.
- 23-24 et 25 mars : 
  - Paris et sa banlieue sont bombardées par les Pariser Kanonen (surnommé la Grosse Bertha par la population parisienne mais ce nom désigne un autre canon dans l'armée allemande).
- 30 mars : 
  - Le général Pershing met les forces américaines à la disposition de Foch.
  - Deux millions de soldats américains (American Expeditionary Corps) sont envoyés en Europe à partir d’avril (50 000 victimes). Ce renfort continu (200 000 hommes par mois) renverse l’équilibre au profit de l’Entente.
- 30 et 31 mars : 
  - Paris et sa banlieue sont bombardées par la Grosse Bertha.

### Avril
- 1er-2 et 3 avril :
  - Paris et sa banlieue sont de nouveau bombardées par la Grosse Bertha.
- 2 avril : 
  - Incident provoqué par Ottokar Czernin entre Vienne et Clemenceau.
- 6 et 7 avril :
  - Paris et sa banlieue sont de nouveau bombardées par la Grosse Bertha.
- 9 avril : 
  - Début de l'opération Georgette, seconde phase l'offensive du Printemps[6]. La Bataille de la Lys est fatale au corps expéditionnaire portugais, dont les survivants sont enrôlés dans l’armée britannique (fin le 29 avril).
- 11-12-13-14-15 et 16 avril :
  - Paris et sa banlieue sont de nouveau bombardées par la Grosse Bertha.
- 13 avril : 
  - Les troupes allemandes (Mannerheim) s’emparent d’Helsingfors (Helsinki), occupée par les Bolcheviks depuis le 28 janvier.
- 14 avril : 
  - Foch est nommé commandant en chef des armées alliées.
- 19-21-24-25 -30 avril et 1er mai :
  - Paris et sa banlieue sont de nouveau bombardées par la Grosse Bertha.
- 23 avril : 
  - Une attaque-éclair portant le nom de code  Opération Zo (Zo pour Zeebrugge - Ostende) mais plus connue sous le nom de Raid de Zeebrugge (Zeebrugge Raid pour les anglophones) atténue les capacités allemandes de guerre sous-marine en Atlantique.
- 26 avril : 
  - Les forces allemandes cessent leur offensive en Picardie sans succès.

### Mai
- 8 mai : 
  - Traité de paix de Bucarest : la Roumanie est dépossédé de Dobroudja par les slaves de Bulgarie et d'une partie des Carpates par la Hongrie. Elle libère la Bessarabie de l'occupant russe.
- 27-28-29-30-31 mai et 1er juin :
  - Paris et sa banlieue sont de nouveau bombardées par la Grosse Bertha.
- 27 mai : 
  - Début de l'opération Blücher-Yorck, troisième phase l'offensive du Printemps, une attaque de diversion contre les Français qui tiennent le secteur du Chemin des Dames, sur l'Aisne[6].
- 28 mai : 
  - Contre-offensive alliée en Picardie, la Première division américaine enlève le village de Cantigny.
- 30 mai : 
  - Les Allemands atteignent la Marne à Château-Thierry.

### Juin
- 3-4-7-8-9-10 et 11 juin :
  - Paris et sa banlieue sont de nouveau bombardées par la Grosse Bertha.
- 9 juin : 
  - Offensive allemande entre Montdidier et Noyon vers Compiègne.
- 13 juin : 
  - Bataille du Piave. Offensive de l’Autriche en Vénétie. Les Autrichiens essayent de forcer les lignes italiennes mais sont repoussés au prix de graves pertes. Les troupes italiennes reprennent leurs positions entre la Vénétie et le Piave le 8 juillet.

### Juillet
- 15 juillet : 
  - Offensive allemande en Champagne.
- 15 et 16 juillet :
  - Paris et sa banlieue sont de nouveau bombardées par la Grosse Bertha.
- 18 juillet : 
  - Seconde bataille de la Marne. Début de la grande contre-offensive alliée. Les Alliés (Français et Américains) obligent les Allemands à se replier au nord de la Marne. Les Allemands doivent renoncer à l’offensive prévue dans les Flandres.

### Août
- 5-6-7-8 et 9 : 
  - Paris et sa banlieue sont bombardées par la Grosse Bertha positionnée entre Fourdrain et Crépy-en-Laonnois[7].
- 8 août : 
  - Offensive alliée en Picardie, dans le cadre de l'offensive des Cent-Jours. À la suite de la victoire des Alliés sur la Somme, Ludendorff écrit à son sujet que c'est « le jour noir de l'armée allemande »[6].
- 9 août : 
  - Gabriele D'Annunzio, à la tête d’une escadrille de huit avions, effectue un vol sur Vienne et lance des tracts.

### Septembre
- 12 septembre :
  - Début de l'offensive franco-américaine pour réduire le saillant de Saint Mihiel.
- 15 septembre : 
  - Offensive alliée de l'l'A.O à Salonique.
- 18 septembre : 
  - Percée de la ligne Hindenburg.
- 19 septembre : 
  - La Belgique repousse une offre de paix séparée de l’Allemagne.
- 26 septembre : 
  - Foch lance une vaste offensive de l'armée française en Lorraine par des attaques convergentes en direction de Mézières et en Belgique par des attaques franco-belges vers Bruges.
  - Début de l'offensive Meuse-Argonne confiée à l'armée américaine.
- 27-30 septembre : 
  - La ligne Hindenburg est brisée.
- 29 septembre : 
  - Réunion à Spa du gouvernement, du haut commandement et de l’empereur allemand : les généraux, face à l’épuisement de l’armée, suggèrent de demander l’armistice sur la base des quatorze points de Wilson.
  - L'état-major bulgare demande le 28 septembre un armistice à la suite de l'offensive en Bulgarie de l’armée d’Orient sous les ordres du général Franchet d’Esperey. L'armistice de Salonique est signé le 29 septembre par la Bulgarie et les puissances alliées, représentées par le général Franchet d'Esperey[6].
- 30 septembre :
  - Les tribus arabes du roi Fayçal, le prince de la Mecque et fils d'Hussein, aidées des Britanniques prennent la ville de Damas à l'Empire ottoman.

### Octobre
- Les forces de Franchet d’Esperey reconquièrent la Serbie et menacent le territoire hongrois.
- 3 octobre : 
  - Max von Baden forme un nouveau gouvernement en Allemagne. La demande d’armistice est adressée aux États-Unis dans la soirée.
- 24-29 octobre : 
  - Offensive italienne victorieuse à Vittorio Veneto. Les Autrichiens refluent sur tous les fronts.
- 29 octobre : 
  - Le gouvernement autrichien demande l’armistice à l’Italie.
- 30 octobre : 
  - Armistice de Moudros entre les Alliés et l'Empire ottoman allié de l'Allemagne[6].

### Novembre
- 3 novembre : 
  - Armistice de Villa Giusti (près de Padoue) entre le royaume d'Italie et l'Autriche-Hongrie alliée de l'Allemagne (entrée en vigueur le 4 novembre)[6].
  - Mutineries de Kiel qui préludent à l’effondrement de l’Empire allemand, au début de la révolution allemande de 1918-1919 et à la fin de la Première Guerre mondiale[6].
- 7 novembre : 
  - Matthias Erzberger homme politique allemand, membre du Zentrum, représentant le gouvernement allemand accompagné d'une délégation, passe la ligne de front et il est dirigé vers la clairière de Rethondes, dans la forêt de Compiègne, pour discuter les conditions du texte de futur Armistice avec Foch. L'Armistice est prévu pour entrer en vigueur à la onzième heure du onzième jour du onzième mois.
  - Une délégation conduite par Károlyi est reçue à Belgrade par Franchet d’Espeyrey pour signer un armistice sur le front balkanique.
- 9 novembre : 
  - Révolution en Allemagne, abdication de l'empereur Guillaume II contraint de se réfugier aux Pays-Bas.
  - Proclamation de la république de Weimar.
- 10 novembre : 
  - La Roumanie entre à nouveau en guerre et libère la Transylvanie.
- 11 novembre : 
  - Signature de l'armistice  (du latin arma, « armes » et sisto, « déposer ») dans la clairière de Rethondes entre l'Allemagne et les Alliés, marquant une suspension provisoires des hostilités pour une durée de 33 jours, qui a ensuite été renouvelé[6].
- 13 novembre : 
  - En Afrique orientale allemande, les troupes allemandes se rendent aux Anglo-belges en apprenant que l'armistice est signée en Europe.
  - L’armistice de Belgrade signée par le général Franchet d’Esperey avec le gouvernement de Mihály Károlyi fixe la ligne de démarcation entre Hongrois et Roumains en Transylvanie. Le Banat est occupé par la Serbie.
- Novembre : 
  - Occupation de Fiume par les troupes italiennes et un contingent français.
  - Retraite allemande sous la pression des troupes françaises, britanniques et américaines.
  - Vient ensuite le long temps de la reconstruction et du traitement des séquelles de guerre.

## Année 1919

### Juin
- 21 juin : 
  - La flotte allemande se saborde à Scapa Flow.
- 28 juin : 
  - Signature du traité de Versailles mettant fin à la Première Guerre mondiale.

### Juillet
- 14 juillet :
  - Défilé de la Victoire à Paris.